# Xã White River, Quận Johnson, Indiana
Xã White River (tiếng Anh: White River Township) là một xã thuộc quận Johnson, tiểu bang Indiana, Hoa Kỳ. Năm 2010, dân số của xã này là 42.100 người.